# Heinsberg
Heinsberg es una ciudad alemana, capital del distrito de Heinsberg, ubicado en la Región de Colonia del Estado de Renania del Norte-Westfalia.

## Geografía
Heinberg se encuentra a unos 32 km al suroeste de Mönchengladbach y unos 35 km al norte de Aquisgrán en el extremo sudoeste del valle del río Rur y muy cercana a la desembocadura del río Wurm, afluente del Rur El punto más alto de la zona metropolitana, alcanza los 85 m sobre el nivel del mar y el más bajo los 28 m.
Con la reestructuración municipal del 1 de enero de 1972, forman parte del municipio de Heinsberg las siguientes localidades: Aphoven, Baumen, Berg, Bleckden, Boverath, Donselen, Dorath, Dremmen, Erpen, Eschweiler, Grebben, Heinsberg, Herb, Himmerich, Horst, Hülhoven, Karken, Kempen, Kirchhoven, Laffeld, Lieck, Oberlieck, Oberbruch, Porselen, Pütt, Randerath, Schafhausen, Scheifendahl, Schleiden, Straeten, Uetterath, Unterbruch, Vinn y Waldenrath.

## Historia
La primera mención de Heinsberg como población se encuentra en un documento de 1255 que menciona a Heinrich von Sponheim y su esposa Ehefrau Agnes von Heinsberg, como los Señores de Heinsberg. Dicha casa logró mantener más o menos su independencia hasta 1484 cuando fue incorporada al ducado de Jülich-Berg y el castillo de los antiguos señores de Heinsberg pasó a ser la sede de la administración ducal.
Hacia 1543 fue ocupada por las tropas Imperiales durante la guerra de sucesión de Güeldres , por lo cual la ciudad quedó seriamente dañada. En 1683 será un incendio que destruirá casi que por completo la infraestructura antigua.
Tropas revolucionarias francesas invadieron el territorio en 1794 bajo el liderazgo del general Jean-Baptiste Jourdan, enfrentando al ejército austriaco que había jurado defenderla. Permaneció bajo dominio francés dentro del departamento del Roer hasta 1814, cuando derrotado Napoleón, el Congreso de Viena ordenó su entrega a Prusia. Tras la Primera Guerra Mundial, fue ocupada primero por franceses (1918-1919) y luego por belgas (hasta 1926) y finalmente reintegrada al territorio alemán. El 16 de noviembre de 1944 fue totalmente destruida durante el bombardeo de la Royal Air Force.

## Lugares de Interés

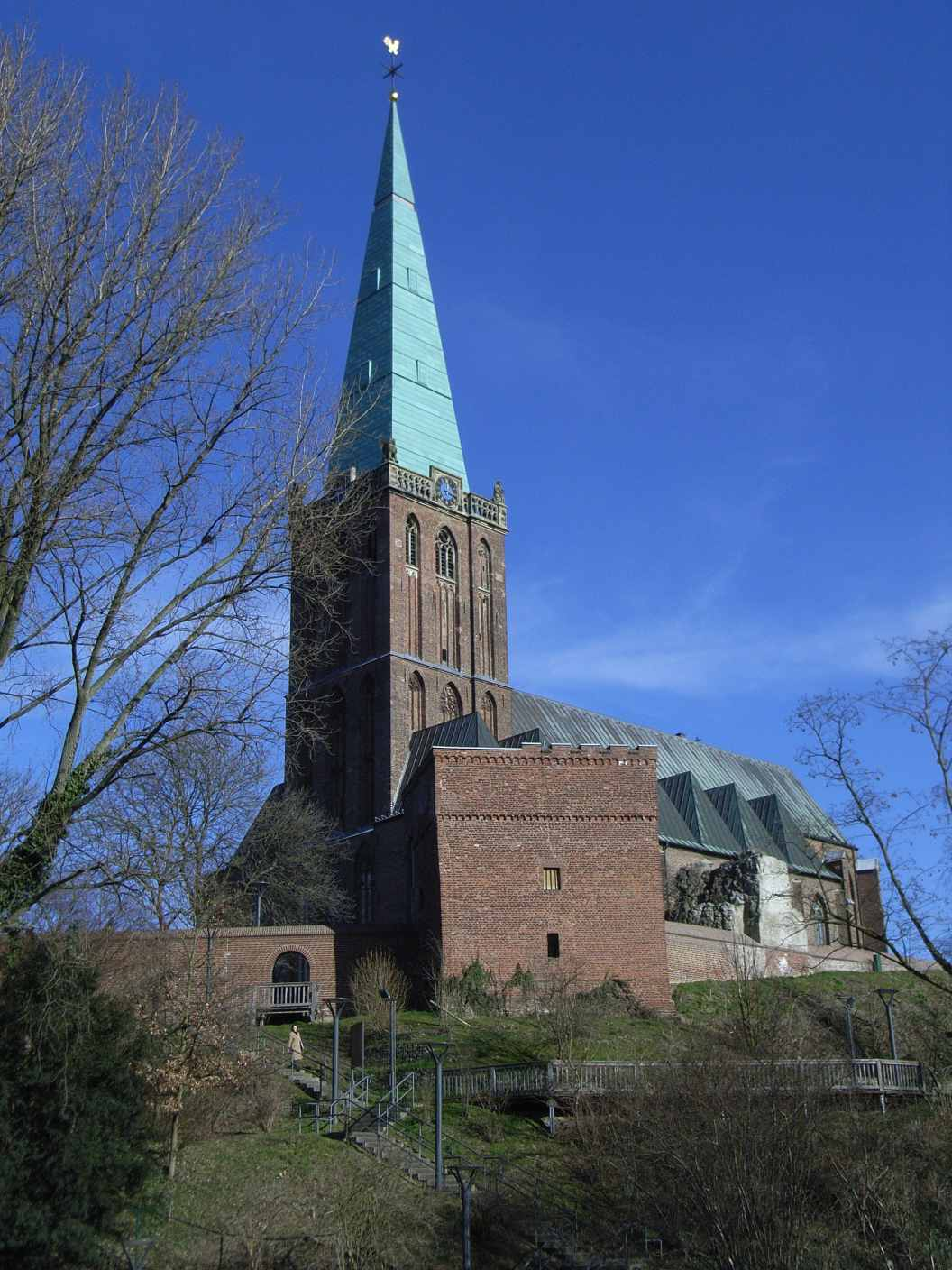
Iglesia de San Gangolf

La mayor parte de la ciudad fue destruida durante el bombardeo de 1944. A partir de entonces la reconstrucción se basó en especial modo en aquellos que podían salvarse, tales como la iglesia de San Gangolf, donde se encuentran las reliquias de santa Eduviges de Andechs; el Castillo de los señores de Heinsberg, el Antiguo tribunal de distrito y la "grünes Haus", considerada la casa más antigua de la ciudad.

## Personajes ilustres
- Felipe I  (1130- 1191), canciller y arzobispo de Colonia.
- Engelbert II von Falkenburg (1220-1274), arzobispo de Colonia.
- Juan VIII de Heinsberg (1419-1455), obispo de Lieja.
- Carl Joseph Begas (1794-1854), pintor.
- Ruido Gerhard (1854-1917), profesor de Historia de la Iglesia en la Universidad de Bonn.
- Hein Minkenberg (1889-1968), profesor de arte y escultor.
- Wilhelm Rediess (1900-1945), general de la Policía, las SS y la Policía Líder Superior en Prusia Oriental.
- Max Blancke (1909-1945), médico en varios campos de concentración nazis.
- Heinz-Josef Fabry (1944-), profesor de Antiguo Testamento e historia de Israel en la Facultad católica de Teología de la Universidad de Bonn.
- Werner Kirsch (1956-), profesor de matemáticas en la Universidad Abierta de Hagen. Su principal campo de investigación es la física matemática, análisis funcional y la relación entre las matemáticas y la política.
- Friedhelm Frenken (1956-), futbolista.
- Gisela Nacken (1957-), política.
- Rainer Hensen (1961-), cocinero, ganador de una estrella de la guía Michelin.

## Ciudades hermanadas
- Ozimek, Polonia.